# Jean Pierre Saurine

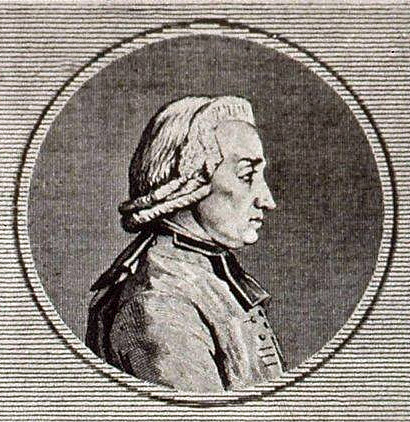
Jean Pierre Saurine

Jean-Baptiste Pierre Saurine (* 11. März 1733 in Eysus; † 8. Mai 1813 in Sulz) war ein französischer Kleriker. Während der französischen Revolution war er Abgeordneter und Anhänger der Zivilverfassung des Klerus. Als solcher war er Konstitutioneller Bischof verschiedener Bistümer, ehe er von 1802 bis 1813 Bischof von Straßburg war.

## Leben
Er war Sohn eines Lehrers und studierte in Bordeaux. Saurine trat in den geistlichen Stand ein und wurde zum Priester geweiht. Zwischen 1761 und 1765 war er Vikar an der Kathedrale von Oloron-Sainte-Marie. Danach war er seit 1770 auch Anwalt am Parlement de Paris. Er war Freimaurer und wurde als Anhänger des Jansenismus verdächtigt. Daraufhin wich er nach Spanien aus.
Im Jahr 1789 wurde Saurine Abgeordneter des Klerus des Béarn bei den Generalständen. Später wurde er in den Nationalkonvent gewählt. Politisch stand Saurine den Girondisten nahe. Später war er Mitglied des Rates der Fünfhundert. Er war ein Verfechter der Zivilverfassung des Klerus und wurde 1791 Konstitutioneller Bischof im Bereich des Départements Landes und 1797 des Departements Basses-Pyrénées.
Im Jahr 1802 wurde er von Napoleon Bonaparte zum Bischof von Straßburg ernannt. Dieses neue Bistum erstreckte sich vor allem auf das linksrheinische Gebiet. Im Rechtsrheinischen leitete Kardinal Rohan ein Restbistum bis zu seinem Tod 1803 aus einigen Landkapiteln weiter. Danach wurde dieses Gebiet provisorisch verwaltet. Das neue Bistum Straßburg umfasste die beiden Departements Bas-Rhin und Haut-Rhin, vorübergehend auch die Departements Mont-Terrible und Mont-Tonnere.
Aufgrund seiner gallikanische Einstellung, seiner Vergangenheit während der Revolution und seiner Unterstützung des Konkordats von 1801 geriet er mit der teilweise ultramontan gesinnten Geistlichkeit seines Bistums in Konflikt. Auch die Bevölkerung hatte Vorbehalte. Allerdings waren seine Leistungen größer als erwartet. In dieser Zeit organisierte er die Diözese neu. Er ließ ein Verzeichnis aller Pfarreien erstellen, reformierte das Priesterseminar oder besetzte vakante Pfarrstellen.
Im Jahr 1804 wurde er in die Ehrenlegion aufgenommen. Nach seinem Tod wurde das Bistum für einige Jahre nicht neu vergeben.